# Norddeutsche Philharmonie Rostock

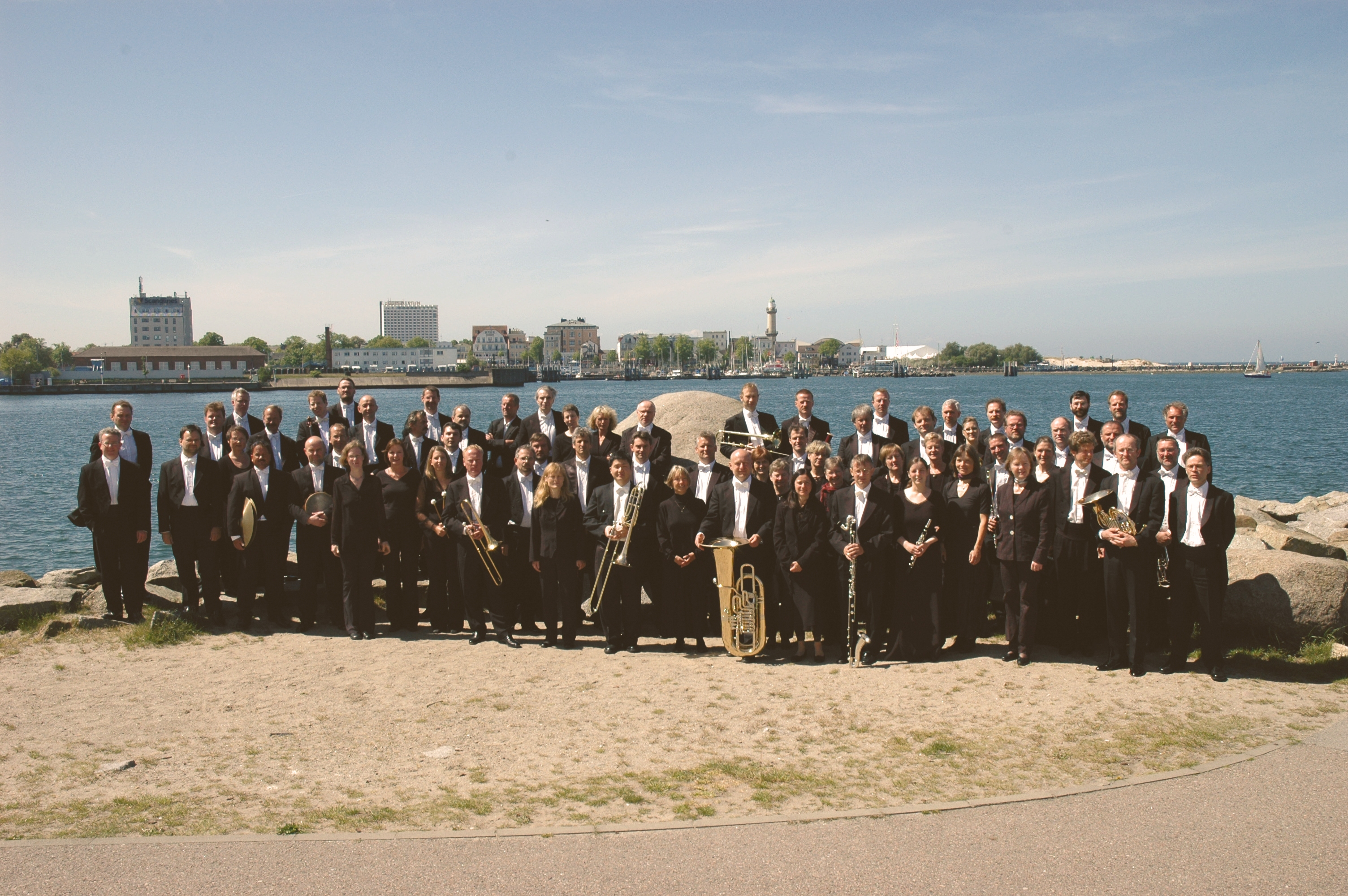
Die Norddeutsche Philharmonie Rostock im Frühsommer 2009

Die Norddeutsche Philharmonie Rostock ist der größte Klangkörper in Mecklenburg-Vorpommern und das Orchester des Volkstheaters Rostock.

## Geschichte
Die Norddeutsche Philharmonie Rostock schaut auf eine über hundertjährige Geschichte zurück. Im Jahre 1897 wurde der Leipziger Kapellmeister Heinrich Schulz als Musikdirektor der Stadt Rostock beauftragt, ein Orchester von mindestens 34 gut geschulten Musikern zu gründen.
Am 22. September 1897 erklang unter seiner Leitung das Gründungskonzert dieses Orchesters in Rostocks damaligem Apollo-Saal unter anderem mit Les Préludes von Franz Liszt und der Sinfonie Nr. 8 von Ludwig van Beethoven.
Neben den eigenen Konzertreihen war das Ensemble seit seiner Gründung auch das Theaterorchester der Stadt und bis in die 1940er Jahre für die Kurmusik in Warnemünde zuständig.
Nach einer sehr wechselhaften Geschichte prägte in der Nachkriegszeit vor allem Gerd Puls die Entwicklung des Klangkörpers. Während seiner 34-jährigen Zeit als Generalmusikdirektor führte er sein Orchester 1972 in den Status eines A-Orchesters und als er 1991 den Taktstock an Michael Zilm weiterreichte, bestand das Orchester aus 90 Musikern. So konnte sein Nachfolger ein großes Sinfonieorchester übernehmen, mit dem er in einem Mahler-Zyklus sämtliche orchestralen Werke Gustav Mahlers zur Aufführung bringen konnte. Weitere programmatische Schwerpunkte in den 1990er Jahren bildeten die Werke der Komponisten Arnold Schönberg, Paul Hindemith und Alban Berg.
Nach den Michael Zilm folgenden Generalmusikdirektoren Michail Jurowski, Wolf-Dieter Hauschild (seitdem Ehrendirigent der Norddeutschen Philharmonie Rostock), Peter Leonard und Niklas Willén war von 2011 bis 2014 der Dirigent und Pianist Florian Krumpöck GMD des Orchesters und des Volkstheaters. Das Orchester wurde weiterhin von Sparmaßnahmen der Stadt Rostock und des Landes Mecklenburg-Vorpommern bedroht. Es folgten einige Jahre ohne Generalmusikdirektor. Marcus Bosch übernahm 2018 als Conductor in Residence die künstlerische Leitung und wurde 2020 Chefdirigent des Orchesters.

## Musikalische Leitung
- 1897–1924 Heinrich Schulz
- 1928–1931 Hans Schmidt-Isserstedt
- 1931–1938 Adolf Wach
- 1938–1945 Heinz Schubert
- 1948–1949 Gerhard Pflüger
- 1949–1951 Fritz Müller
- 1951–1954 Heinz Röttger
- 1954–1955 Hans Gahlenbeck
- 1955–1957 Gerhart Wiesenhütter
- 1957–1991 Gerd Puls
- 1991–1997 Michael Zilm
- 1997–1999 Michail Jurowski
- 2002–2004 Wolf-Dieter Hauschild (heute Ehrendirigent)
- 2004–2007 Peter Leonard
- 2009–2011 Niklas Willén
- 2011–2014 Florian Krumpöck
- seit 2020 Marcus Bosch (ab 2018 Conductor in Residence, ab 2020 Chefdirigent)

## Besondere Solisten und Gastdirigenten (Auswahl)
Artur Schnabel (Klavier), Fritz Kreisler (Violine), Henri Marteau (Violine), Gustav Havemann (Violine), Arthur Nikisch (Dirigent), Siegfried Wagner (Dirigent), Hermann Abendroth (Dirigent), Richard Strauss (Dirigent), Emil Nikolaus von Reznicek (Dirigent), Franz Schreker (Dirigent), Georg Kulenkampff (Violine), Wilhelm Kempff (Klavier), Hans Pfitzner (Dirigent), Ludwig Hoelscher (Violoncello), Elly Ney (Klavier), Walter Gieseking (Klavier), Egon Morbitzer (Violine), Gidon Kremer (Violine), Heinrich Schiff (Violoncello), Bernhard Klee (Dirigent), Krzysztof Penderecki (Dirigent), Antje Weithaas (Violine), Michael Sanderling (Violoncello & Dirigent), Baiba Skride (Violine), Nicholas Milton (Erster Gastdirigent der Spielzeit 2017/18).

## Sonstiges
Die Norddeutsche Philharmonie Rostock erhielt 1998 anlässlich ihres 100-jährigen Jubiläums den Kulturpreis der Hansestadt Rostock. 1993 wurde das Orchester für seine ambitionierte Programmgestaltung unter GMD Michael Zilm mit dem Preis des Deutschen Musikverlegerverbandes prämiert. Seit dem Jahr 2000 gehört die Norddeutsche Philharmonie zur Europäischen FilmPhilharmonie, einem Orchesterverbund, dem unter anderem auch das WDR Rundfunkorchester Köln, die Staatskapelle Weimar und das Brandenburgische Staatsorchester Frankfurt (Oder) angehören und der es sich zur Aufgabe gemacht hat, die Aufführung und die Aufnahme von orchestraler Filmmusik zu fördern. In diesem Rahmen nahm die Norddeutsche Philharmonie Rostock die Musik von Hans-Peter Ströer zu Heinrich Breloers Film „Buddenbrooks“ auf.